# Studia Mediewistyczne
Studia Mediewistyczne – rocznik wydawany nieregularnie od 1958 roku. Od roku 1992 wydawcą jest Instytut Filozofii i Socjologii PAN. 
Publikują studia historyczne (zwłaszcza dotyczące filozofii średniowiecznej) oraz wydawane na podstawie średniowiecznych rękopisów teksty z zakresu filozofii średniowiecznej. Artykuły publikowane są w większości w językach kongresowych (rzadko w języku polskim). Od 36. numeru czasopismo zmieniło nazwę na "Studia Antyczne i Mediewistyczne". 

## Redakcja
- Redaktor naczelny - Mikołaj Olszewski
- Sekretarz redakcji - Dorota Zygmuntowicz
- Seweryn Blandzi
- Zbigniew Nerczuk